# ریک کرافورد
ریک کرافورد (به انگلیسی: Rick Crawford) نمایندهٔ حوزه انتخابیه اول آرکانزاس از حزب جمهوری‌خواه ایالات متحده آمریکا در مجلس نمایندگان ایالات متحده آمریکا است که برای نخستین‌بار در ۱۲ ژانویه ۲۰۱۱ میلادی به‌عضویت این مجلس درآمد.